# Римский-Корсаков, Андрей Петрович
Андре́й Петро́вич Ри́мский-Ко́рсаков (1784—1862) — русский чиновник из рода Римских-Корсаковых, волынский губернатор в 1832—1835 гг., действительный статский советник. Отец композитора Н. А. Римского-Корсакова.

## Биография
Внебрачный сын генерал-лейтенанта Петра Воиновича Римского-Корсакова. Будучи соседом по имению (в Тихвинском уезде Новгородской губернии) с графом Аракчеевым и пользуясь его расположением, Петр Воинович добился разрешения императора на усыновление и передачу всех прав законных детей своим пяти сыновьям, рождённым вне брака, в числе которых был и Андрей Петрович; родился он 7 (18) августа 1778 года. В 1799 году состоялось объявление указа о пожаловании Римскому-Корсакову дворянского достоинства с правом законно наследовать своему отцу, а по указу от 8 мая 1801 года последовало и окончательное его усыновление.
Получив домашнее воспитание под руководством своего отца, 21 марта 1801 года был зачислен юнкером в Коллегию иностранных дел, но уже 19 февраля 1803 года был уволен от службы с чином переводчика. Пробыв около трёх лет в отставке, 28 марта 1806 года поступил чиновником в департамент Министерства юстиции под начальство сенатора О. П. Козодавлева.
Когда в конце 1806 года началась подготовка к войне с Наполеоном, и на Козодавлева было возложено Высочайшее поручение обозреть состояние полков милиции в четырёх северо-западных губерниях (Витебской, Могилевской, Псковской и Смоленской), — Римский-Корсаков был откомандирован туда вместе с Козодавлевым для отправления дел, а по окончании этой командировки был награждён чином коллежского асессора (14 марта 1807 года). По возвращении в Санкт-Петербург, был оставлен при Козодавлеве, исправляя при нём письменные дела.
4 января 1809 года перешёл на службу к товарищу министра внутренних дел. Здесь оставался более двенадцати лет, не только неся службу при министерской канцелярии в Санкт-Петербурге, но и получая различные командировки и поручения. Так, в 1810 году он был определён, с оставлением в прежней должности, правителем дел Комиссии о снабжении хлебом Санкт-Петербургских запасных магазинов и за несение этой службы награждён орденом святой Анны 2-й степени. 3 января 1811 года, за усердную службу, получил денежную награду, а 30 ноября того же года был награждён чином надворного советника.

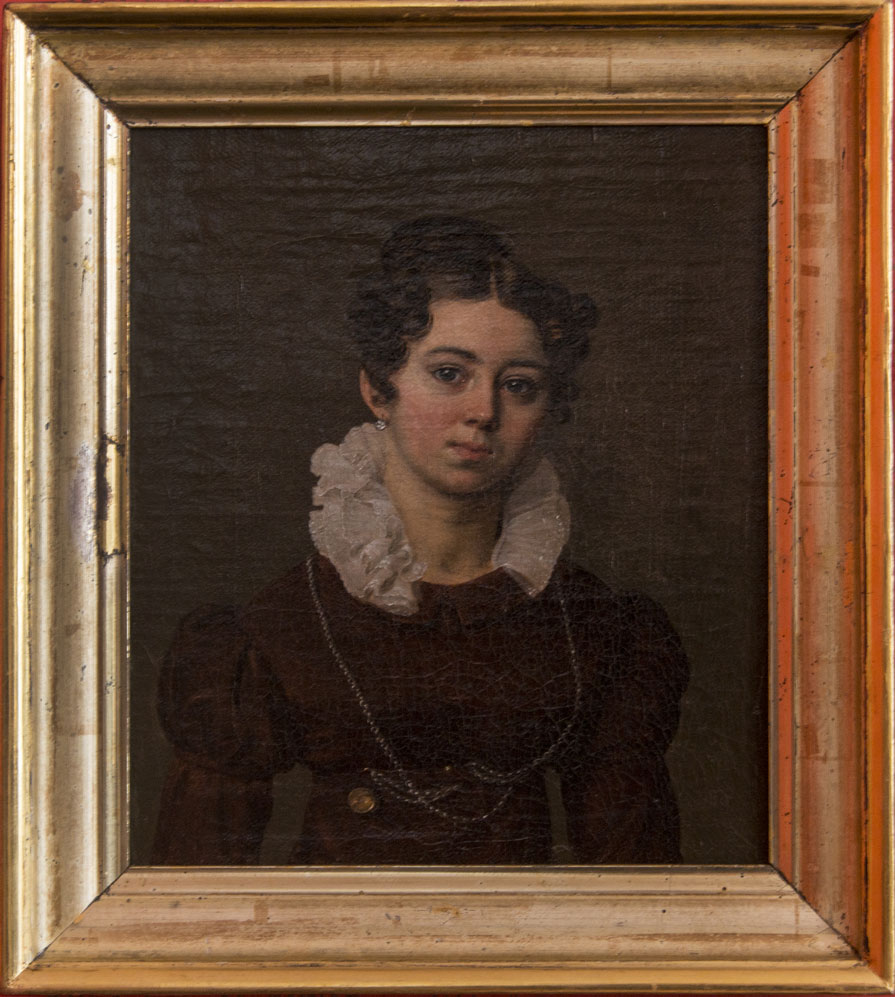
Портрет жены Софьи Васильевны 1821 г.

13 февраля 1812 года был назначен начальником 1-го отделения канцелярии министра внутренних дел и с этого времени стал пользоваться особым доверием министра. Так, 3 июля 1815 года он был отправлен в главную квартиру генерал-фельдмаршала князя Барклая-де-Толли и находился в этой командировке до конца года, а в июле 1817 года был командирован в Бессарабскую и Херсонскую губернии для устройства дел вюртембергских колонистов. 4 июля 1817 года получил чин коллежского советника, а в 1819 году, по окончании командировки к немецким колонистам, был награждён алмазными знаками ордена святой Анны 2-й степени.

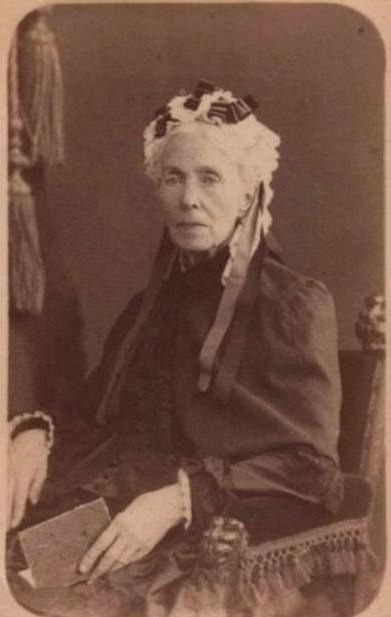
Софья Васильевна

Будучи назначен чиновником особых поручений при министре внутренних дел, 29 августа 1821 года был вынужден снова прервать свою служебную карьеру и стал числиться уволенным в отпуск на неограниченное время. В 1822 году, продолжая числиться состоящим по особым поручениям при МВД, поселился вместе со своей семьей в селе Троицком Малоархангельского уезда.
С 25 ноября 1827 года он был назначен новгородским вице-губернатором; в 1829 году стал директором Государственного коммерческого банка; 6 апреля 1831 года был произведён в статские советники и ему повелено было «состоять в должности волынского гражданского губернатора», 7 августа того же года произведён в действительные статские советники и 1 января 1832 года был утверждён в должности. 
В 1835 году вышел в отставку. После чего поселился в городе Тихвине, где и скончался 19 (31) марта 1862 года. Похоронен в Богородицком монастыре Тихвина. 

## Семья
Был дважды женат. Первая жена — княжна Екатерина Васильевна Мещерская (25.09.1798—09.07.1819), похоронена в Донском монастыре.
От второго брака (с 1821 года) с Софьей Васильевной Скарятиной (1802—1890), дочерью богатого помещика Василия Фёдоровича Скарятина (брата Якова Фёдоровича) и крепостной крестьянки, имел сыновей:
- Воин (1822—1871), контр-адмирал, директор Морского кадетского корпуса.
- Николай (1844—1908), знаменитый композитор.

## Награды
- Орден Святого Владимира 4-й ст. (15 мая 1808 года)
- Орден Святой Анны 2-й ст. (25 апреля 1810 года)
- алмазные знаки ордена святой Анны 2-й ст. (11 марта 1819 года)
- Орден Святого Станислава 1-й ст. (10.04.1832[5])